# Montserrat Martínez Parera
Montserrat Martínez Parera (Barcelona, febrer de 1975) és una economista espanyola que ocupa el càrrec de vicepresidenta de la Comissió Nacional del Mercat de Valors (CNMV) des del 16 de desembre de 2020.

## Biografia
Va començar la seva carrera professional a la CNMV després de cinc anys en el departament d'anàlisi de BBVA com a directora dels gabinets de presidència i vicepresidència.
Entre 2012 i 2017 va estar a l'àrea de relacions amb inversors de BBVA. Després va ser cap de gabinet de Fernando Restoy quan aquest va ser subgovernador del Banc d'Espanya en els temps de Luis María Linde al Banc d'Espanya, de 2012 i 2017, i des de gener de 2018 fins al seu nomenament com a vicepresidenta va estar en CaixaBank en l'oficina del president Gonzalo Gortázar. A causa d'aquest càrrec haurà d'inhibir-se en l'absorció de Bankia per part de Caixabank.